# العودة إلى أرض العجائب
العودة إلى أرض العجائب هو فيلم وثائقي من صنع ميسون الباجه جي بمفردها تقريبًا في عامي 2003 و2004.
عادت الباجه جي إلى العراق بعد غياب دام 30 عاماً عندما عُين والدها عدنان الباجه جي في مجلس الحكم العراقي في أعقاب غزو العراق. لقد أحضرت معها كاميرا فيديو لتوثيق الأوضاع في العراق ومشاركة والدها في صياغة الدستور المؤقت للعراق.

## ردود أفعال
حصل فيلم العودة إلى أرض العجائب على تقييم 60 من 100 على موقع ميتاكريتيك بناءً على 5 نقاد، مما يشير إلى "مراجعات مختلطة أو متوسطة". أعطى بيل جيبرون من موقع بوبماترزPopMatters الفيلم تقييم 6 من 10، بينما وصفته مجلة نيويورك بأنه "فيلم مثير للاهتمام... يصور الوضع في العراق بدرجة نادرة من التعقيد".

## روابط خارجية
- Return to the Land of Wonders
- العودة إلى أرض العجائب  في قاعدة بيانات الأفلام على الإنترنت (بالإنجليزية)